# Kreatív ipar
A kreatív ipar fogalma az olyan iparágak összességét foglalja magában, amelyek az egyéni képességeknek, kreativitásnak és tehetségnek alapjain jönnek létre, jövedelmet, hosszú távon munkahelyeket teremtenek és jelentős szellemi értéket hoznak létre. Olyan tevékenységek, amelyek szerzői jogok, szabadalmak és védjegyek hatálya alá tartoznak.
Ide tartoznak a következők:
Kulturális örökségeink
- kézművesség,
- kultúraközvetítés (régészeti emlékek bemutatása, múzeumok, könyvtárak, kiállítások).

Művészetek
- előadó-művészet (élőzene, színház, tánc, opera, különféle előadások),
- vizuális művészet (festészet, szobrászat, fényképészet stb.).

Média
- audiovizuális tartalmak (film, televízió, rádió, egyéb közvetítések),
- könyvkiadás és nyomtatott média anyagok (elektronikus és nyomtatott sajtó).

Funkcionális területek
- újmédia (szoftvertervezés, videójátékok, digitalizált kreatív tartalmak),
- kreatív szolgáltatások (építészet, reklám- és hirdetési ipar, kreatív kutatás-fejlesztés, kulturális és pihentető tartalmak és szolgáltatások),
- tervezés (iparművészet, belsőépítészet, grafika, forma- és divattervezés, ékszerkészítés, játékok).

Egy 2016-ban megjelent tanulmány szerint  az USA gazdaságában a munkaerő 30%-a már a kreatív iparokban dolgozik. Az Európai Unió összes GDP-jének 2,6%-át a kreatív ipar teszi ki. Magyarországon ez a szám 2006-ban 6,67% volt, ami elsősorban a Budapesten és vonzáskörzetében működő vállalkozásoknak köszönhető. A munkavállaló felnőtt népesség 7,1%-a a kreatív ipar területén dolgozott, ami a tanulmány szerzője szerint egész jó eredménynek számít.
A kreatív iparágak dinamikus területek, de nagy kockázattal is járnak, mert a fogyasztóik ízlésének vannak kiszolgáltatva és ez határozza meg fejlődésüket. A gazdaság fejlődésének feltétele a kreativitás. A kutatások megállapították, hogy kreatív szektor az átlagosnál kétszer gyorsabban is képes fejlődni.

## Forrás
1. 1 2 3  Kovács Henrietta: A kreatív ipar meghatározásai, jellemzői és jelentősége. (Hozzáférés: 2022. április 25.)